# Anthurium cartilagineum
Anthurium cartilagineum là một loài thực vật có hoa trong họ Ráy (Araceae). Loài này được (Desf.) Kunth miêu tả khoa học đầu tiên năm 1841.